# Пальчикова (Багриновское сельское поселение)
Пальчикова — деревня в Болховском районе Орловской области. Входит в состав Багриновского сельского поселения.

## География
Расположена в северной части Орловской области, в лесостепной зоне, в пределах центральной части Среднерусской возвышенности, примерно в 6 км к северу от села Фатнево.
Климат
близок к умеренно-холодному, количество осадков является значительным, с осадками в засушливый месяц. Среднегодовая норма осадков — 627 мм. Среднегодовая температура воздуха в Болховском районе — 5,1 °C.

## Население
| 2002 | 2010 |
| ---- | ---- |
| 185  | ↘133 |

По данным администрации Багриновского сельского поселения, по состоянию на начало 2021 года, в деревне проживало 139 человек.
Национальный состав
Согласно результатам переписи 2002 года, в национальной структуре населения русские составляли 88 % из общей численности населения в 185 человек.

## Инфраструктура
Было развито сельское хозяйство.

## Транспорт
Просёлочные дороги.